# تنوب متساوي الألوان
التنوب متساوي الألوان (الاسم العلمي: Abies concolor) هو نوع من النباتات يتبع جنس التنوب من الفصيلة الصنوبرية.